# Una noche de amor
Una noche de amor es una película musical de la Columbia Pictures de 1934 con dirección de Victor Schertzinger. Cuenta con un guion de S.K. Lauren y James Gow, basado en una historia titulada "Don't Fall In Love", de Dorothy Speare y Charles Beahan.

## Argumento
Mary Barrett es una joven que quiere convertirse en cantante de ópera y por ello empieza a recibir clases del maestro Guilio Monteverdi. Poco a poco, y con la música de ópera de fondo, ambos se irán enamorando.

## Reparto
- Grace Moore	... 	Mary Barrett
- Tullio Carminati	... 	Giulio Monteverdi
- Lyle Talbot	... 	Bill Houston
- Mona Barrie	... 	Lally
- Jessie Ralph	... 	Angelina
- Luis Alberni	... 	Giovanni
- Andrés de Segurola	... 	Galuppi (como Andrés De Segurola)
- Rosemary Glosz	... 	Frappazini
- Nydia Westman	... 	Muriel
- Paul Ellis

## Premios
La película obtuvo 6 nominaciones a los premios de la Academia, ganando dos.
| Categoría              | Persona                          | Resultado |
| ---------------------- | -------------------------------- | --------- |
| Mejor película         | Columbia Pictures                | Candidato |
| Mejor director         | Victor Schertzinger              | Candidato |
| Mejor Actriz           | Grace Moore                      | Candidata |
| Mejor Sonido           | Columbia Studio Sound Department | Ganador   |
| Mejor Música (Scoring) | Columbia Studio Music Department | Ganador   |
| Mejor montaje          | Gene Milford                     | Candidato |

| Predecesor: - | Óscar a la mejor banda sonora 1934 | Sucesor: El delator |

- Datos: Q1619389